# Campeonato Europeo de Remo de 1930
El XXXI Campeonato Europeo de Remo se celebró en Lieja (Bélgica) en 1930 bajo la organización de la Federación Internacional de Sociedades de Remo (FISA).
En total se disputaron siete pruebas diferentes, todas ellas en la categoría masculina.

## Resultados

### Masculino
| Evento                 | Oro | Plata | Bronce |
| ---------------------- | --- | --- | --- |
| Scull individual M1X   | Béla Szendey Hungría | Vincenzo Giacomini Italia | Arnold Schwartz Dinamarca |
| Doble scull M2X        | Helmut von Bidder · Hans Hottinger · Suiza | Michelangelo Bernasconi Alessandro De Col Italia | Constant Pieterse · Henri Cox · Países Bajos                                                                                               |
| Dos sin timonel M2-    | Henryk Budziński · Jan Krenz-Mikołajczak · Polonia                                                                                            | Gusztav Götz Tibor Machan Hungría | Gaston Marchal Fernand Vandernotte Francia                                                                                                 |
| Dos con timonel M2+    | Arturo Moroni Guglielmo Carubbi Angelo Polledri (t) Italia                                                                                    | Louis Draville Jean Cottez André Blondiaux (t) Francia                                                                                                 | Erwin Allemann · Marcel Heitsch · Julien Cotts (t) · Suiza                                                                                 |
| Cuatro sin timonel M4- | Cesare Rossi Pietro Freschi Umberto Bonadè Paolo Gennari Italia                                                                               | Karl Schöchlin · Hans Schöchlin · Paul Käser · Hans Niklaus · Suiza                                                                                    | León Vandooren · Gaston Feys · Jean Vain · Walter Vergin · Bélgica                                                                         |
| Cuatro con timonel M4+ | Aage Hansen Christian Olsen Walther Christiansen Peter Olsen Poul Richardt (t) Dinamarca                                                      | Francesco Chicco Renato Felluga Nicolò Vittori Valerio Perentin Renato Petronio (t) Italia                                                             | Pieter Heerema · Richard Weber · Willem Winckel · Gerrit Slotboom · Nico Slotboom (t) · Países Bajos                                       |
| Ocho con timonel M8+   | Charles McIlvaine John Bratten John McNichol Myrlin Janes Joseph Dougherty Daniel Barrow George Chester Surner Thomas Mack (t) Estados Unidos | Vittorio Cioni Enrico Garzelli Guglielmo Del Bimbo Roberto Vestrini Dino Barsotti Eugenio Nenci Mario Balleri Renato Barbieri Cesare Milani (t) Italia | Willy Sørensen Knud Olsen Sören Neegaard Ove Zøllner Bernhard Sörensen Willy Kruse Ernst Jensen Carl Schmidt Harry Gregersen (t) Dinamarca |

## Medallero
| Núm. | País           | Oro | Plata | Bronce | Total |
| ---- | -------------- | --- | ----- | ------ | ----- |
| 1    | Italia         | 2   | 4     | 0      | 6     |
| 2    | Suiza          | 1   | 1     | 1      | 3     |
| 3    | Dinamarca      | 1   | 0     | 2      | 3     |
| 4    | Hungría        | 1   | 1     | 0      | 2     |
| 5    | Estados Unidos | 1   | 0     | 0      | 1     |
| 5    | Polonia        | 1   | 0     | 0      | 1     |
| 7    | Francia        | 0   | 1     | 1      | 2     |
| 8    | Países Bajos   | 0   | 0     | 2      | 2     |
| 9    | Bélgica        | 0   | 0     | 1      | 1     |
|      | TOTAL          | 7   | 7     | 7      | 21    |